# Schadowstraße 17

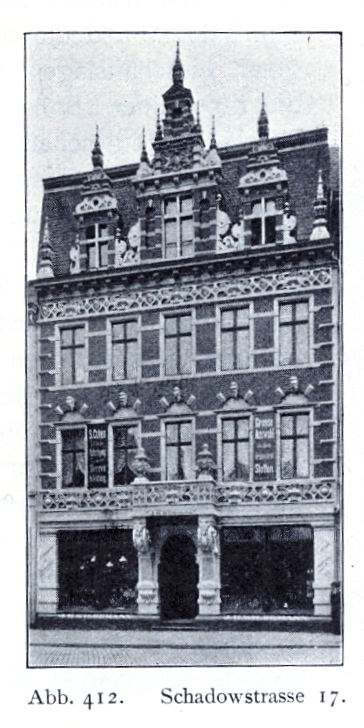
Schadowstraße 17 (1904)

Das Wohn- und Geschäftshaus Schadowstraße 17 in Düsseldorf wurde von den Architekten Otto van Els und Bruno Schmitz für die Firma J. H. Wildemann im Jahre 1883 nach Vorbildern der niederländischen Renaissance erbaut. Das Gebäude ist nicht erhalten.

## Beschreibung
Es war ein dreigeschossiges Gebäude, dessen Fassade in fünf Achsen unterteilt war. Die Mittelachse wurde besonders betont durch einen auf schweren Konsolen ruhenden Balkon im ersten Obergeschoss und einen besonders mit Roll- und Beschlagwerk geschmückten Zwerchgiebel.